# Christiane Huth
Christiane Huth, född den 12 september 1980 i Suhl i Tyskland, är en tysk roddare.
Hon tog OS-silver i dubbelsculler i samband med de olympiska roddtävlingarna 2008 i Peking.